# María Laura Ghiglione
María Laura Ghiglione (Buenos Aires, Argentina; 12 de agosto de 1990) es una futbolista argentina que juega como defensora en el Club Atlético Defensores de Belgrano en la Primera División Femenina de Argentina. Debutó como jugadora profesional en noviembre de 2011 en el Club Atlético Excursionistas.

## Trayectoria
Laura Ghiglione debutó como jugadora profesional en el Club Atlético Excursionistas donde jugó desde noviembre de 2011 hasta diciembre de 2014. Entre enero de 2015 y junio de 2017 jugó en el Club Atlético River Plate. A partir de junio de 2017 jugó como defensora para el Club Atlético Platense. Actualmente integra el plantel femenino del Club Atlético Defensores de Belgrano.

## Torneos ganados
| Torneo     | Año       | Club        | Título  |
| ---------- | --------- | ----------- | ------- |
| Torneo AFA | 2016-2017 | River Plate | Campeón |